# ヘール望遠鏡

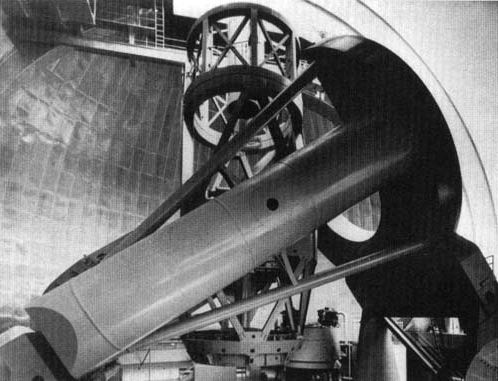
ヘール望遠鏡

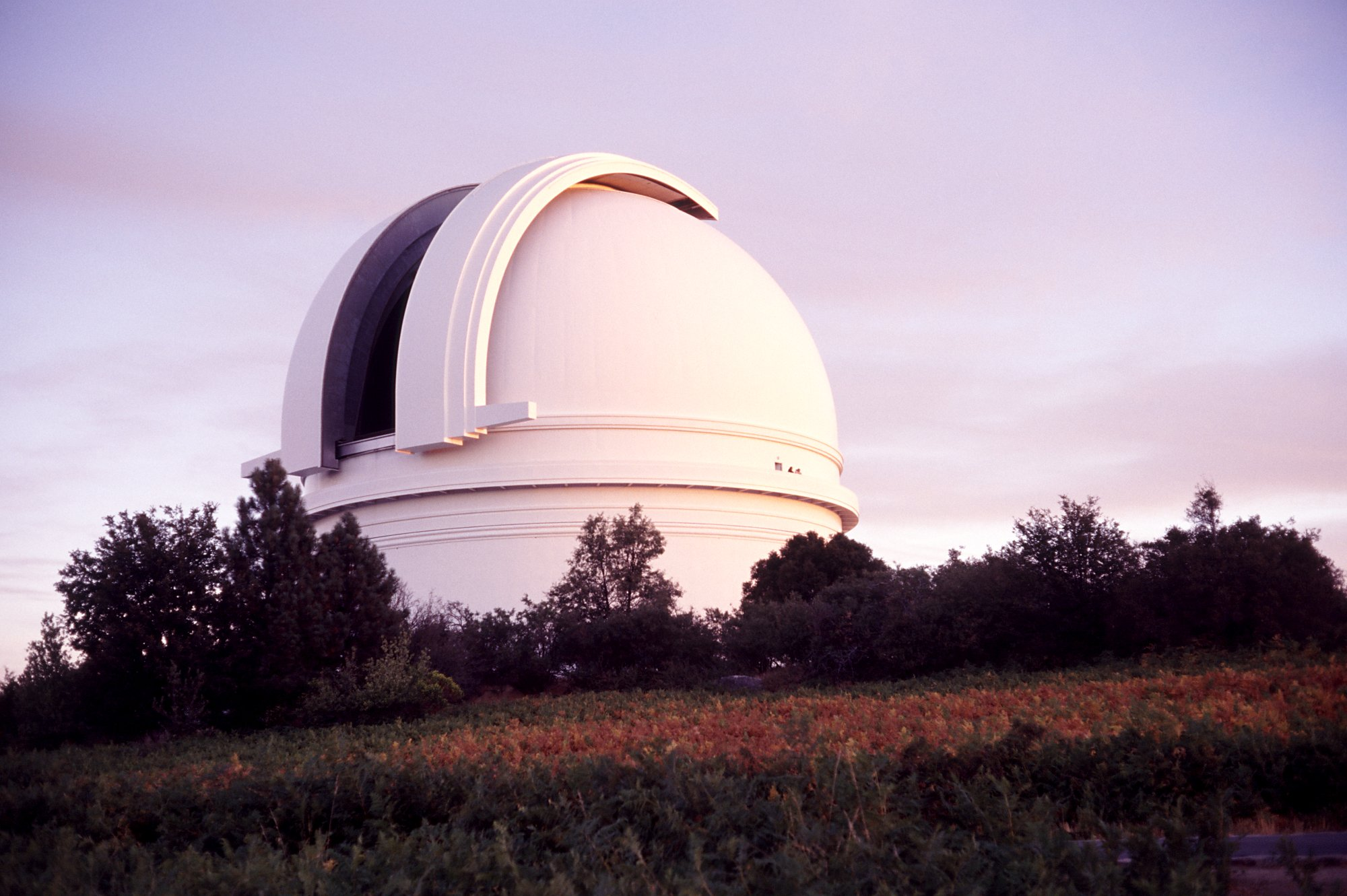
外観

ヘール望遠鏡（ヘールぼうえんきょう）はアメリカ合衆国・パロマー天文台にある望遠鏡である。直径は200インチ（以降in）=508センチメートル（以降cm）あり、パロマー天文台にある望遠鏡では最大の口径を持つ。アメリカ合衆国の天文学者ジョージ・ヘールに因んで命名された。

## 概要
ヘール望遠鏡は1975年にソビエト連邦のBTA-6が完成するまで世界最大の望遠鏡であり、カリフォルニア工科大学のほか、コーネル大学、カリフォルニア大学、ジェット推進研究所などによって運用されてきた。現在でも補償光学を用いて、各種観測を行っている。

## 製造
1928年にヘールはロックフェラー財団から200in望遠鏡の製作資金として600万ドルを得た。この望遠鏡はヘールも設立に関与したカリフォルニア工科大学が取り扱うこととなった。
セルロイドで1/32スケールの模型を製作し光弾性で歪みを確かめてから、鋼板で1/10スケールの模型を作ってテストした。これは20in=50.8cmカセグレン式望遠鏡としてパサデナで学生実習などに使われている。
望遠鏡の設置場所はカリフォルニア州サンディエゴ近郊のパロマー山と決定し、アメリカ合衆国のコーニングが耐熱ガラスであるパイレックスで反射鏡の製作を開始した。
溶解実験が始まり、幾つか試作した末、1934年末に裏を抜いて軽量化した鏡材が完成した。
主鏡鏡材と、研磨時に鏡の中央孔に埋めるガラス材が一緒に、1936年4月に陸路でアメリカ合衆国を横断し、パサデナの工場に届き、研磨が始まった。1938年半ばには主鏡の荒摺りと砂かけが終わり、光学テストができる程度になった。鏡を支持するレバー機構の取り付けに半年かかり、1939年から調整が始まった。1941年9月に主鏡はほぼ放物面となったが、第二次世界大戦の影響により1942年2月から1946年1月まで作業が完全に中断された。1947年半ばに満足できる放物面に到達し、主鏡をパロマー天文台に輸送した。クーデ式望遠鏡用の平面鏡は卵形で、しかも大きかったので製作が厄介であったが、1948年2月に完成した。
1948年6月1日から6月3日までアメリカ天文学会と太平洋天文学会から800名が参加し完成記念式典が行われた。6月2日の夜間観測会ではクーデ焦点で700倍にし、土星環と球状星団M3、かんむり座の小さな渦巻銀河を観望した。6月3日午後にドームで開台式が盛大に行われ、カリフォルニア工科大学のリー・アルヴァン・デュブリッジ（Lee Alvin DuBridge ）がヘール望遠鏡と命名する旨宣言した。

## 構造
主鏡は回転放物面鏡で、有効口径508cm、焦点距離16.5m、F3.3である。カセグレン式望遠鏡として使用するための凸面副鏡は直径104cm、離心率約1.52の双曲面で、合成焦点距離は3,200in=81.3m、F16となる。クーデ式望遠鏡として使用するための副鏡は凸双曲面鏡2枚で口径は直径91.4cmと81.3cm、合成焦点距離は6,000in=152.4m、F30である。さらにクーデ式用の平面鏡は134.6cm×91.4cmの卵形鏡、直径71.1cm円形鏡、50.8cm円形鏡がある。円形平面鏡以外の鏡は裏にリブを入れて軽量化してある。
セルリエトラスによる柔構造を採用し、焦点部と主鏡が常に同じ位置に合わさり、光軸がずれないようになっている。この構造はすばる等の後の大型望遠鏡にも受け継がれている。
赤道儀式架台はイギリス式赤道儀の変型であるホースシュー（馬蹄）式赤道儀である。これによって100in望遠鏡では観測できなかった極軸方向の観測も可能である。
ドームは厚さ3/8in=9.525mmの鋼板製で、直径41.8m、高さ50mである。